# La Mouche, Manche

La Mouche este o comună în departamentul Manche, Franța. În 1 ianuarie 2022 avea o populație de 246 de locuitori.